# George Marinescu (TVR)
George Marinescu (n. 1940 - d. 11 septembrie 2011, București) a fost un prezentator de știri la Televiziunea Română între anii 1969 și 1990.
Pe lângă activitatea de prezentare a buletinelor de știri în perioada regimului Ceaușescu, acesta este cunoscut și pentru transmiterea comunicatului cu privire la sinuciderea generalului Vasile Milea, Ministrul Apărării Naționale de la acea vreme, în dimineața zilei de 22 decembrie 1989. În aceeași zi, imediat după ocuparea clădirii TVR în timpul Revoluției și proclamarea „Televiziunii Române Libere”, și-a cerut public scuze pentru prezentarea de știri false: „Îmi fac mea culpa față de o țară întreagă, care, ani de zile, m-a urmărit transmițând tot felul de comunicate”.
De asemenea, în perioada 22-25 decembrie 1989, acesta a prezentat știrile în cadrul „Televiziunii Române Libere”, alături de alți crainici de televiziune din perioada ceaușistă: Petre Popescu, Victor Ionescu, Cornelius Roșiianu și Teodor Brateș.
După activitatea din Televiziunea Română, Marinescu a lucrat ca redactor în cadrul televiziunii Tele 7 abc între 1997-1998. În ultimii ani de viață, a fost moderatorul unei emisiuni politice la postul TVRM.